# Autarcontes
Autarcontes es un género de escarabajos de la familia Buprestidae.

## Especies
- Autarcontes abdominalis Waterhouse, 1887
- Autarcontes brasiliensis Obenberger, 1922
- Autarcontes cortezi Obenberger, 1958
- Autarcontes eucalopterus Obenberger, 1958
- Autarcontes guatemozin Obenberger, 1958
- Autarcontes lopezi Fisher, 1925
- Autarcontes montezuma Obenberger, 1958
- Autarcontes mucoreipennis Obenberger, 1958
- Autarcontes mucoreus (Klug, 1825)
- Autarcontes negrei Cobos, 1961
- Autarcontes pictiventris Waterhouse, 1887
- Autarcontes panus Waterhouse, 1887